# Piraino
Piraino es un municipio italiano situado en la ciudad metropolitana de Mesina, en Sicilia. Tiene una población estimada, a fines de octubre de 2023, de 3797 habitantes.

## Evolución demográfica
| Gráfica de evolución demográfica de Piraino entre 1861 y 2023 |
|                                                               |
| Fuente: ISTAT - Elaboración gráfica de Wikipedia              |